# Alexander Braverman
Alexander Braverman (né le 8 juin 1974) est un mathématicien israélien.

## Biographie
Braverman est né à Moscou. Il obtient en 1993 un baccalauréat en mathématiques de l'Université de Tel Aviv, où en 1998 il obtient un doctorat (Kazhdan-Laumon Representations of Finite Chevalley Groups, Character Sheaves and Some Generalization of the Lefschetz-Verdier Trace Formula) sous la direction de Joseph Bernstein. De 1997 à 1999, il est instructeur CLE Moore au Massachusetts Institute of Technology et en 2004, Benjamin Peirce Lecturer à l'Université Harvard. Il est professeur agrégé à l'Université Brown de 2004 à 2009, puis professeur titulaire de 2009 à 2015. Il est professeur titulaire à l'Université de Toronto depuis 2015 et membre associé du corps professoral de l'Institut Périmètre de physique théorique. Il est également chercheur invité à l'Institut d'études avancées (1997, 1999), à l'Université de Paris VI et Paris-Nord, à l'université hébraïque de Jérusalem, à l'Institut Weizmann, à l'Institut de mathématiques Clay et à l'Institut des hautes études scientifiques de Paris.
Braverman est spécialisé dans le programme de Langlands géométrique, à l'intersection de la théorie des nombres, de la géométrie algébrique et de la théorie des représentations, qui a également des applications en physique mathématique.
En 2006, il est conférencier invité au Congrès international des mathématiciens à Madrid (Spaces of quasi-maps into the flag varieties and their applications).